# Hamilton County, Florida
Hamilton County är ett administrativt område i delstaten Florida, USA, med 14 799 invånare. Den administrativa huvudorten (county seat) är Jasper.

## Geografi
Enligt United States Census Bureau har countyt en total area på 1 345 km². 1 333 km² av den arean är land och 12 km² är vatten.

### Angränsande countyn
- Echols County, Georgia - nord
- Columbia County, Florida - öst
- Suwannee County, Florida - syd
- Madison County, Florida - väst
- Lowndes County, Georgia - nordväst

### Orter
- Jasper (huvudort)
- Jennings
- White Springs